# SN 2010jb
SN 2010jb – supernowa typu Ia odkryta 30 października 2010 roku w galaktyce IC1615. W momencie odkrycia miała maksymalną jasność 15,60m.